# San Marino Baseball Club
Il San Marino Baseball Club è una società di baseball con sede nella Repubblica di San Marino, ma militante nel massimo campionato italiano di baseball.

## Storia
L'attività iniziò nel 1970 con la partecipazione al campionato italiano di Serie D.
La Serie C fu raggiunta nel 1974, mentre la Serie B sei anni più tardi, ovvero nel 1980.
Nel 1985 prese forma il "San Marino Baseball Club" che venne promosso in Serie A l'anno successivo.
Dopo i buoni risultati conseguiti nella Coppa Europa del 1992, il San Marino B.C. partecipò regolarmente alla competizione europea insieme alle migliori squadre del continente come rappresentante del Titano (non dell'Italia, pur partecipando a tale campionato a livello nazionale).
Nella manifestazione continentale San Marino raggiunse il 4º posto nel 1994 nei Paesi Bassi, il 2º posto nel 2001 a Rotterdam e il 3º posto nel 2003 a Rimini, per poi vincere la coppa per la prima volta nel 2006 a Grosseto dopo aver superato in finale i padroni di casa per 3-0.
Sempre nel 2006, San Marino vinse la Coppa Italia battendo prima Grosseto e poi i campioni d'Italia della Fortitudo Bologna in finale.
Nel campionato italiano, dopo due secondi posti ottenuti nel 2005 e nel 2007 – sconfitta entrambe le volte in finale dalla Fortitudo Bologna – i ragazzi del tecnico Doriano Bindi centrarono per la prima volta nella storia il titolo di campione d'Italia il 6 settembre 2008, quando batterono il Nettuno per 4 partite a 3 nella serie finale, portando per la prima volta lo scudetto fuori dai confini nazionali italiani.
Dal 2011 al 2014 la squadra visse un ottimo momento di forma: prima vinse la sua seconda Coppa dei Campioni piegando Parma in una finale secca, poi inanellò una serie di tre scudetti consecutivi, impresa che mancava dalla triplice vittoria di Milano tra il 1966 e il 1968, infine nel 2014 arrivò la terza Coppa dei Campioni dopo tre derby di finale contro Rimini.
A distanza di otto anni dall'ultimo titolo nazionale, San Marino tornò a vincere lo scudetto italiano nel 2021, spezzando così il duopolio di successi che si era instaurato in quel periodo tra Bologna e Rimini (squadra, quest'ultima, non più iscritta al campionato a partire dal 2019).

## Organigramma
- Presidente:	  Mauro Fiorini
- Vicepresidente:  Marco Zafferani
- Segretario e Tesoriere: Stefano Macina
- Direttore sportivo: Alberto Antolini
- Consiglieri: Lino Ceccoli, Paolo Achilli
- Allenatore Capo:  Doriano Bindi
- General Manager: Mauro Mazzotti

## Palmarès

### Trofei Nazionali
8 trofei
- Campionati italiani: 6

2008, 2011, 2012, 2013, 2021, 2022
- Coppe Italia: 2

2006, 2009

### Trofei Internazionali
3 trofei
- Coppe dei Campioni: 3

2006, 2011, 2014

## Sponsor
- Sponsor principale:   T&A (Tecnologie e Ambiente)
- Sponsor tecnico:      Macron
- Altri sponsor:        Asset Banca, Prima, Sacms

## Archivio stagioni
- San Marino Baseball Club 2014